# Nostalgia por el apartheid
La nostalgia por el apartheid es un fenómeno social de nostalgia por el sistema de apartheid que existió en Sudáfrica, así como una nostalgia más general por la vida en el país desde 1948 hasta 1994. Dicho sentimiento está muy extendido y va desde el deseo de un regreso a la segregación racial, a la sensación de que el régimen del apartheid, aunque brutal y opresivo, dirigía el país de manera más eficiente. Si bien se encuentra entre los sudafricanos blancos, donde se asocia con el supremacismo blanco y el nacionalismo afrikáner, también existe entre los sudafricanos negros, donde se asocia con la decepción por la continua desigualdad, y expectativas incumplidas de mejores niveles de vida.
Este sentimiento es similar a la nostalgia soviética, donde también surgió la nostalgia por el régimen tras la disolución de la Unión Soviética, incluso por aquellos que era perseguidos por estos.